# Kvarteret Pumpstocken

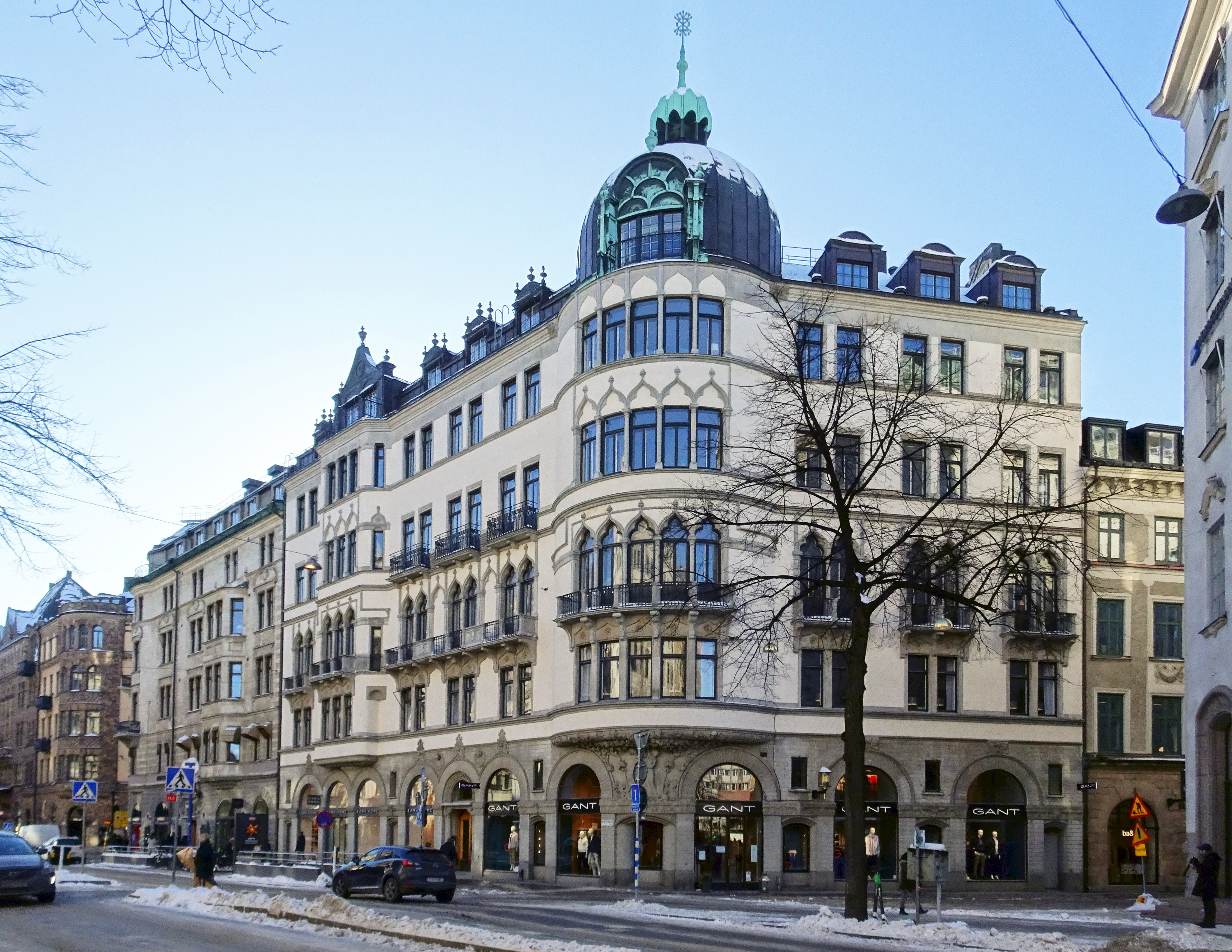
Kvarteret Pumpstocken sett från Birger Jarlsgatan med Bocanderska palatset längst fram, februari 2021.

Pumpstocken är namnet på ett kvarter på Norrmalm i Stockholm. Kvarteret omges av Jakobsbergsgatan i norr, av Birger Jarlsgatan i öster, av Mäster Samuelsgatan i söder och av Biblioteksgatan i väster. Inom kvarteret finns flera kulturhistoriskt värdefulla byggnader, bland dem Bocanderska palatset.

## Historik

### Tidig historia

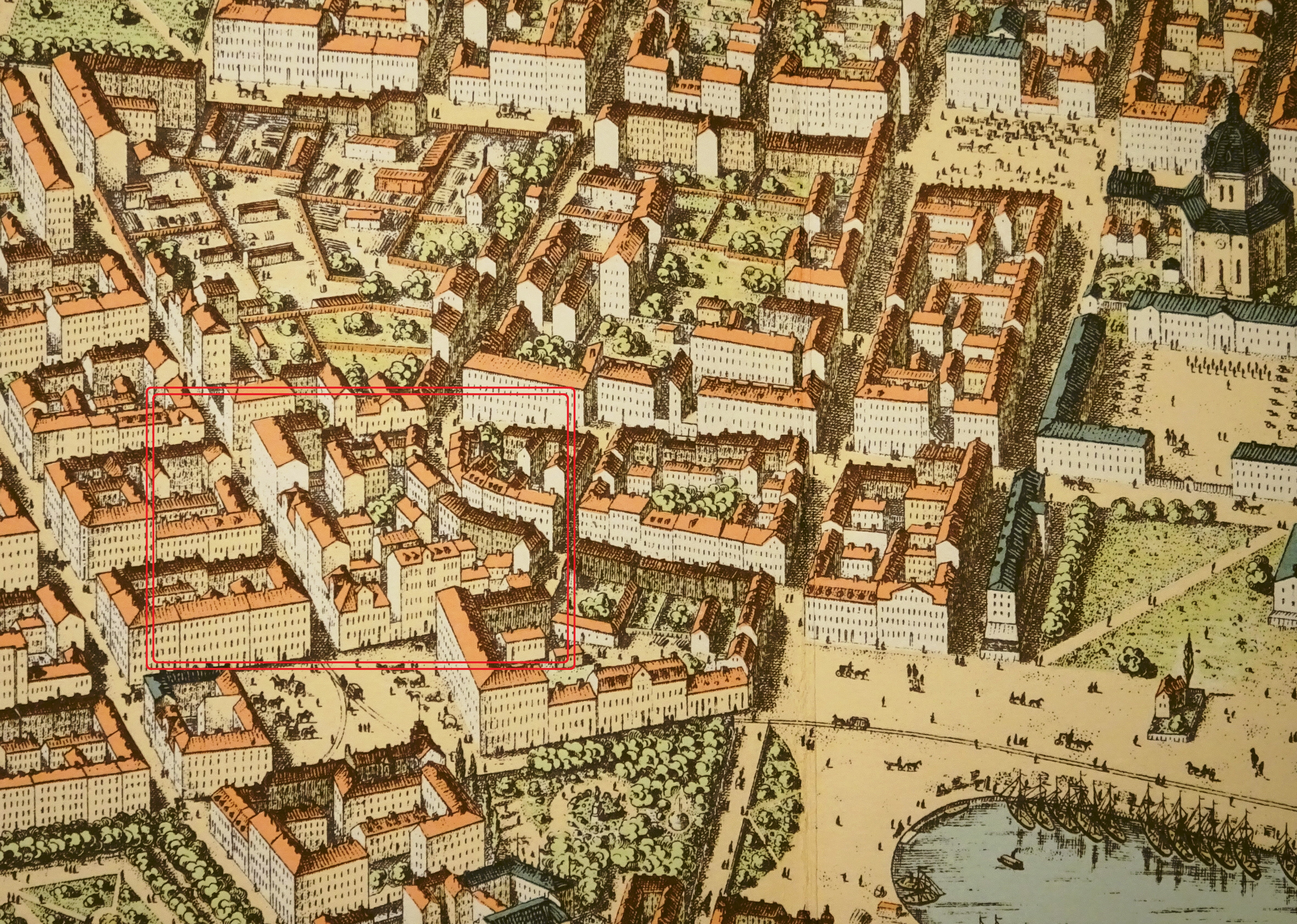
Området på Neuhaus panorama, Pumpstocken inom röd ram, 1870-tal.

Kvarteret har sitt namnen efter en pumpstock som var en på längden genomborrad trästock vilken användes som vattenledning. På området lagrades sådana pumpstockar på 1660-talet av stadens pumpmakare Erik Rawaldson. År 1661 framgår av Byggkollegiets protokoll att han ahnmodar om een tompt, wedh gamble ladugårdz broen (Gamla Ladugårdslandsbron), att förwara sina Pumpeståckar upå (Byggnadskollegii protokoll 11/6 1661). 
Kvartersnamnet Pumpstocken är känt sedan tidigt 1700-tal och redovisas på Petrus Tillaeus karta från 1733 med nummer XVIII. Kvarteret hade då en långsträckt form och låg med sin långsida väster om Rännilen samt norr om Ladugårdslandsviken (nuvarande Nybroviken) och Packaretorget (nuvarande Norrmalmstorg). 
På 1000-talet fanns här ett brett, farbart vattendrag som sträckte sig mellan dagens Brunnsviken i norr och Nybroviken i söder. Rester av detta vattendrag var Träsket som fylldes igen på 1870- och 1880-talen. I omedelbar anslutning till kvarterets norra del rann även ett annat, namnlöst vattendrag nerför Sperlingens backe och förenade sig med Rännilen. 
På 1600-talet låg delar av området fortfarande under vatten, vilket genom landhöjning och utfyllnader förvandlats till byggbara tomter (se Landhöjningen i Stockholm). Längs med nuvarande Biblioteksgatan fanns en kajkant ned mot dåvarande Packartorget. Marken där kvarteret Pumpstocken är beläget, fylldes ut först. Allt som byggdes här fick grundförstärkas eftersom man byggde på gammal sjöbotten och fyllningsmassorna bestod av bland annat sopor och annat skräp. Rester av sådana förstärkningar i form av rustbäddar, pålar och stockar påträffades vid olika utgrävningar och daterades till 1600-talets mitt.

### Kvarteret genom tiden

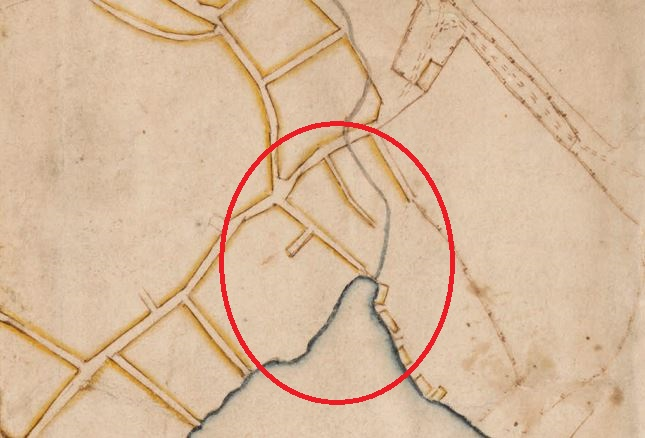
1625.
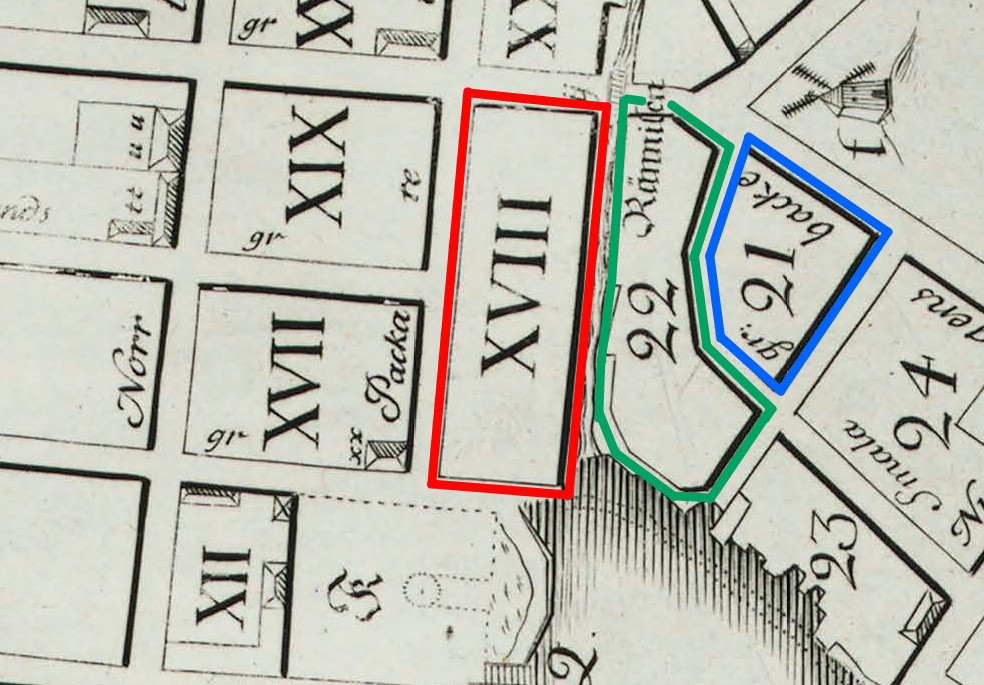
1733.
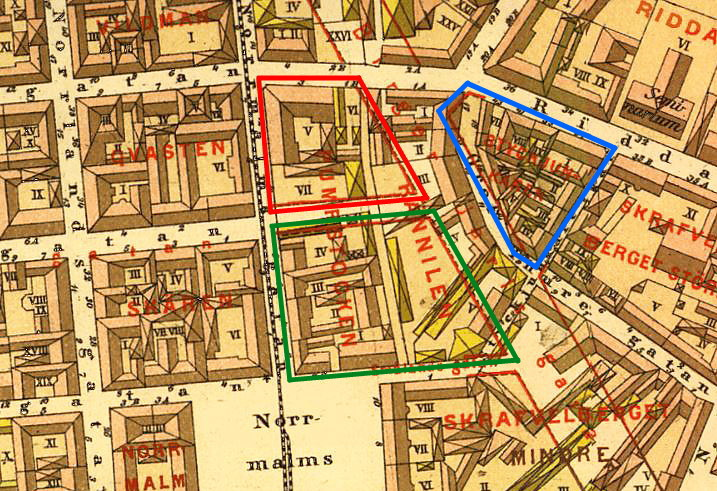
1885.
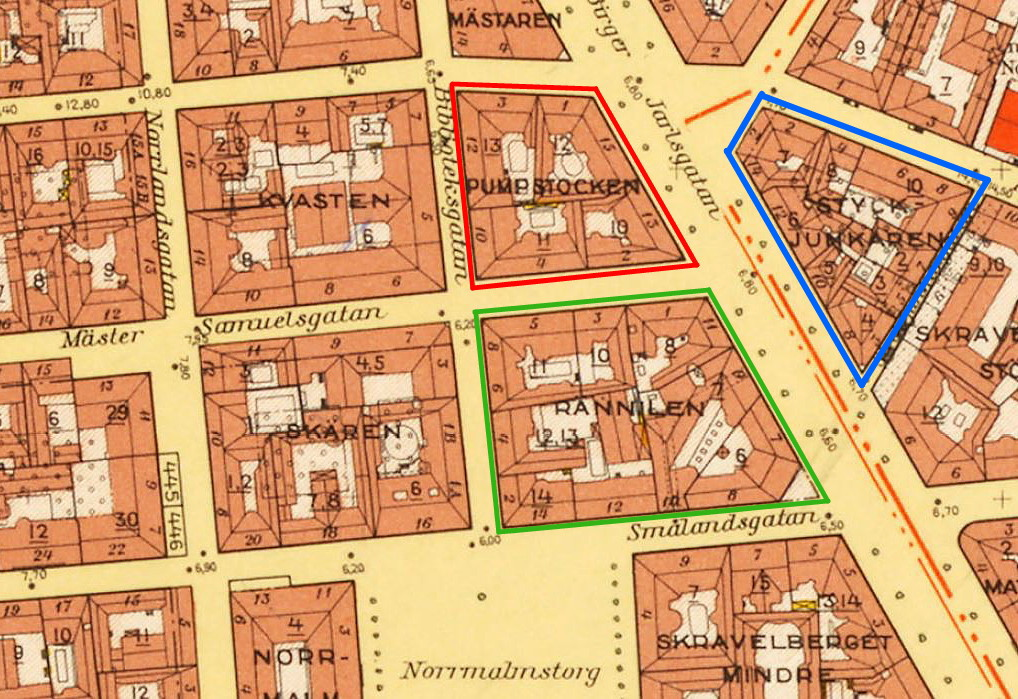
1940.

### Nyare historia
Nuvarande kvarteret stadsplanerades i slutet av 1870-talet när Birger Jarlsgatan anlades. Det förut avlånga kvarteret delades i Pumpstocken i norr och Rännilen i söder samt styckades i fyra fastigheter (10, 11, 12 och 13). Fastighetsbolaget Hufvudstaden förvärvade successivt samtliga fastigheter i kvarteret, det första redan år 1917 (Pumpstocken 10) och det sista år 2000 (Pumpstocken 13). I samband med en fastighetsreglering år 2005 slogs samtliga fastigheter samman till Pumpstocken 10. På grund av den vattensjuka och undermåliga marken fick samtliga hus i kvarteret grundförstärkas genom pålning när de uppfördes på 1800-talets slut. Under åren 2006–2008 förnyades pålningen.

## Bebyggelse
Äldsta huset i kvarteret är Pumpstocken 13 som uppfördes redan 1865 men ombyggdes genomgripande 1898-1903. Det är det enda huset som återstår från tiden innan regleringen av trakten kring södra delen av Birger Jarlsgatan. Det skulle ta cirka 30 år innan de övriga tre tomterna i kvarteret bebyggdes: Pumpstocken 11 (1897), Pumpstocken 10 (1898) och Pumpstocken 12 (1900). Det senare kallas även Bocanderska palatset och är blåmärkt av Stadsmuseet i Stockholm vilket betyder "att bebyggelsen bedöms ha synnerligen höga kulturhistoriska värden". Övriga tre byggnader är grönmärkta och bedöms av Stadsmuseet vara "särskilt värdefulla från historisk, kulturhistorisk, miljömässig eller konstnärlig synpunkt". Husen uppfördes ursprungligen som exklusiva flerbostadshus med affärslokaler i bottenvåningen men är numera samtliga kontoriserade.

### Kvarterets fastigheter
- Pumpstocken 10, Birger Jarlsgatan 13 / Mäster Samuelsgatan 2, byggår 1898, arkitekt Ullrich & Hallquisth.[3]
- Pumpstocken 11, Biblioteksgatan 10 / Mäster Samuelsgatan 4, byggår 1897, arkitekt Johan Laurentz.[4]
- Pumpstocken 12, Birger Jarlsgatan 15 / Jakobsbergsgatan 1, byggår 1900, arkitekt Hagström & Ekman.[5]
- Pumpstocken 13, Biblioteksgatan 12 /  Jakobsbergsgatan  3, byggår 1865, ombyggnad 1903, arkitekt Lars Israel Wahlman.[6]

### Bilder, byggnader

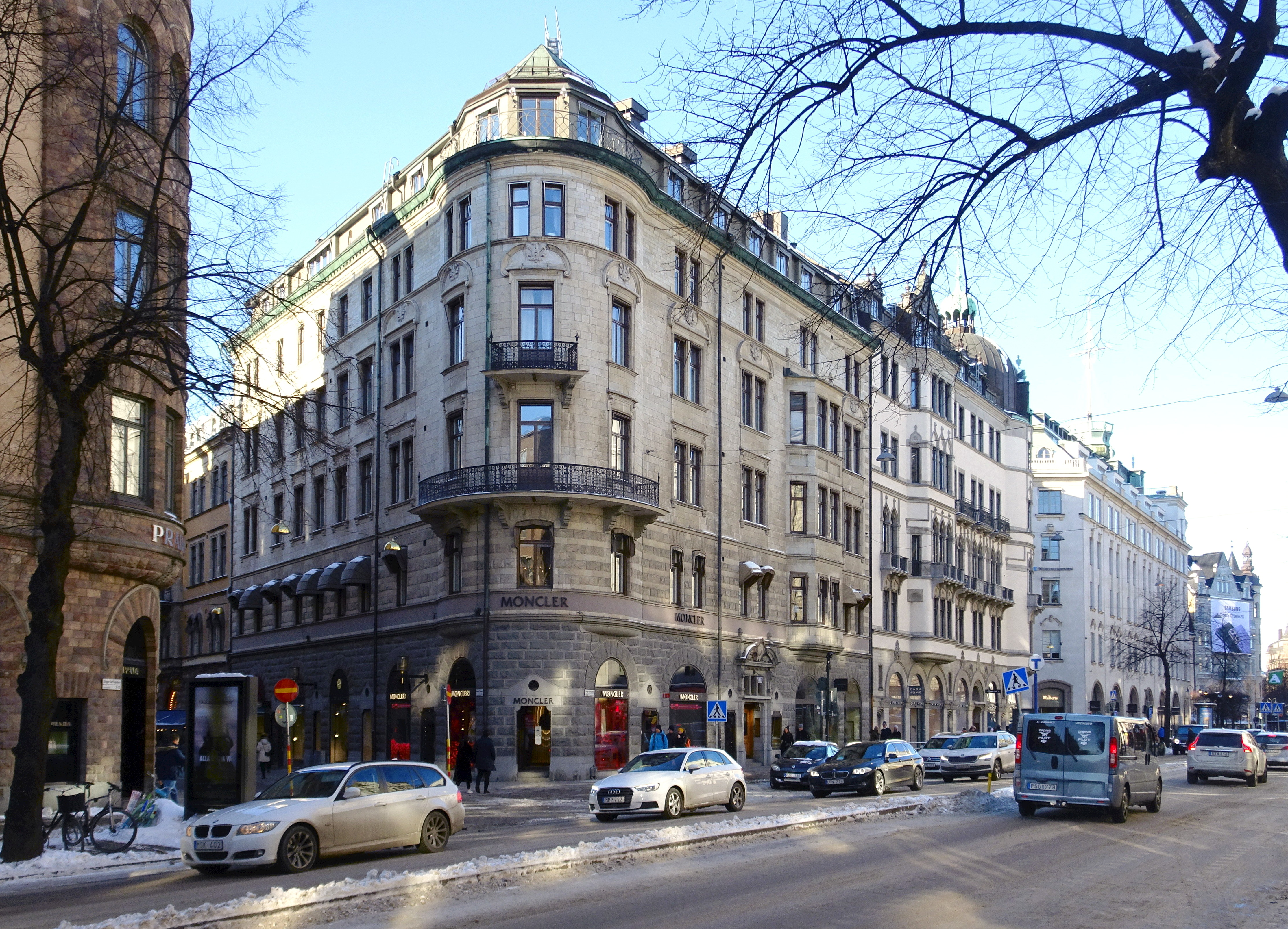
Pumpstocken 10.
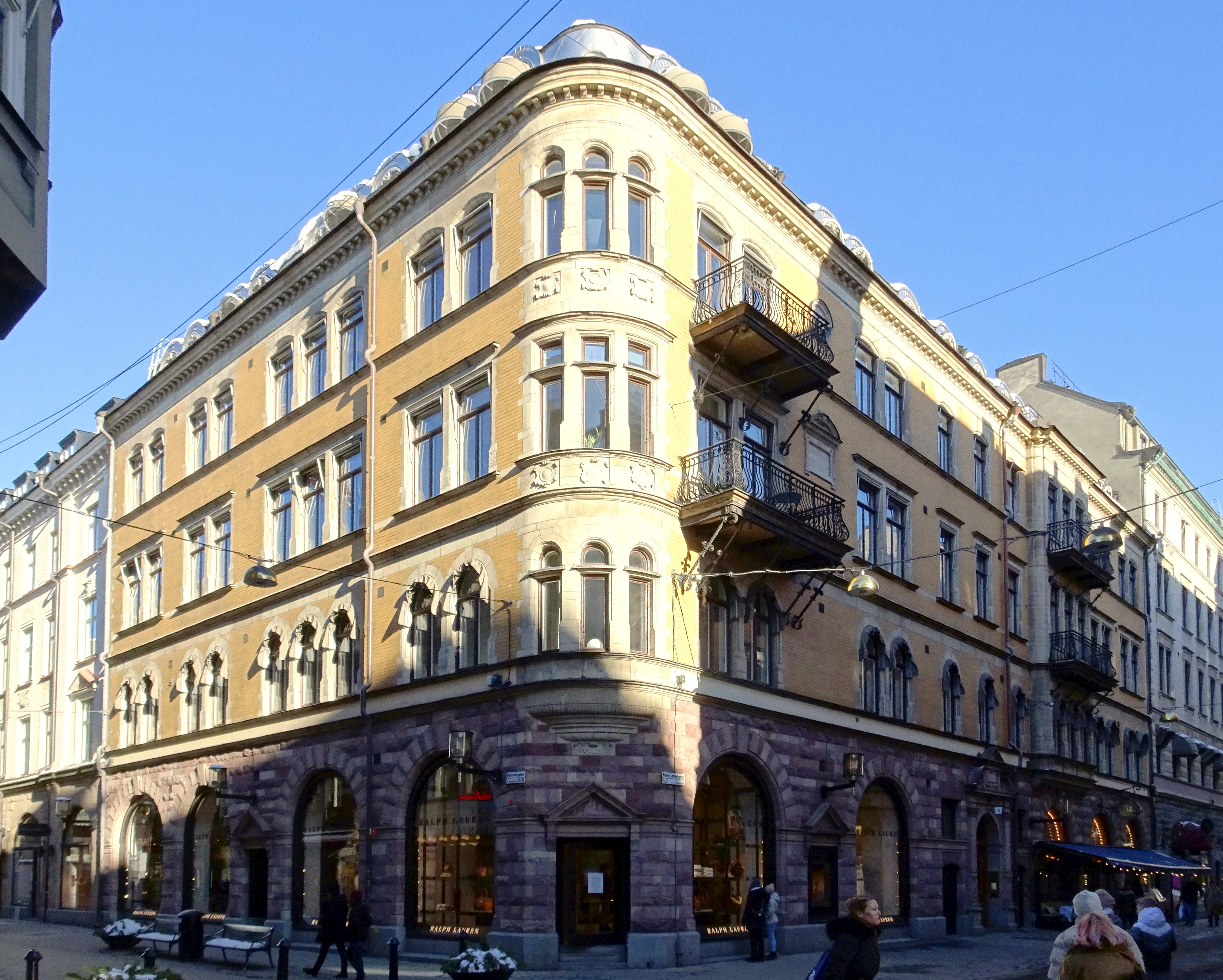
Pumpstocken 11.
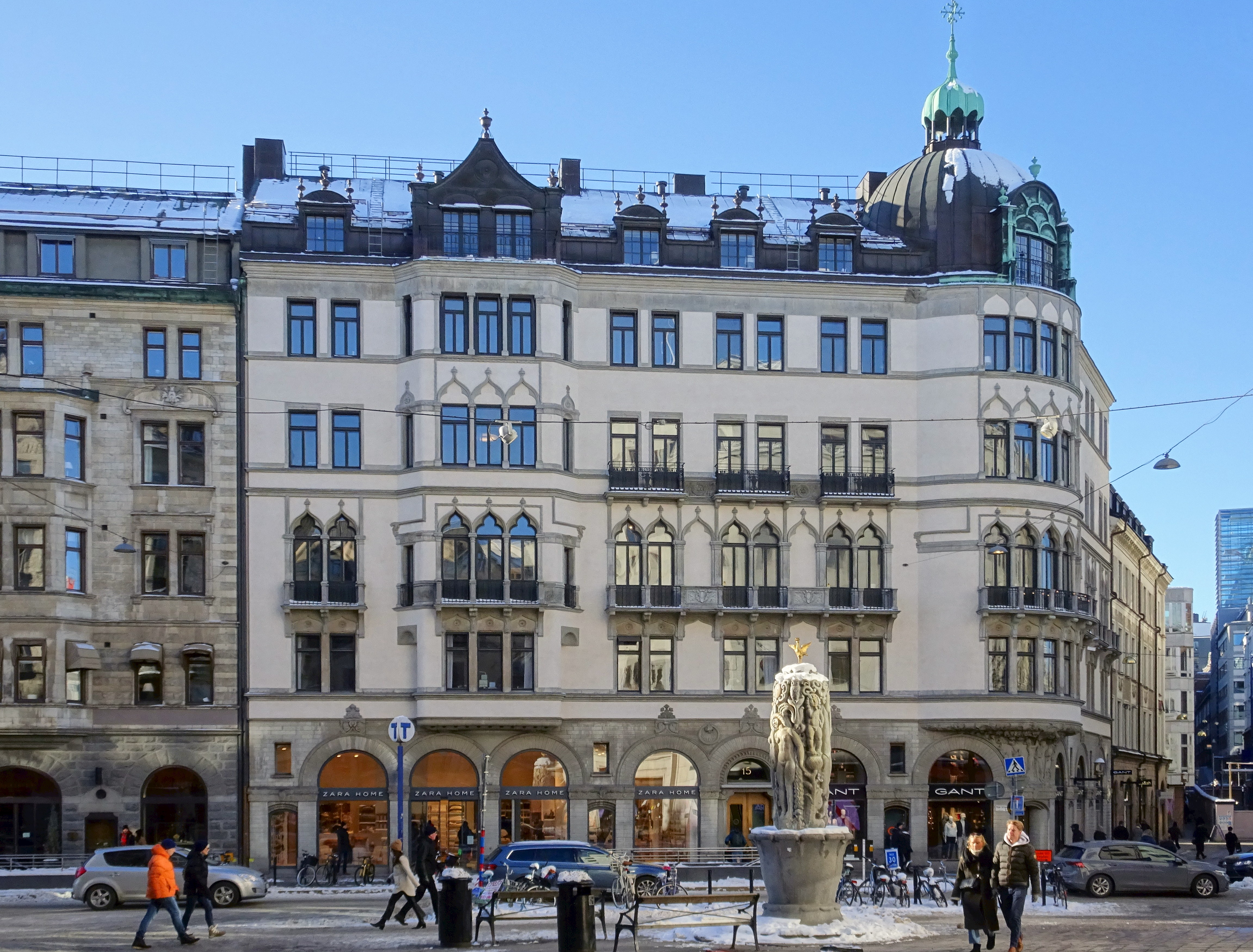
Pumpstocken 12.
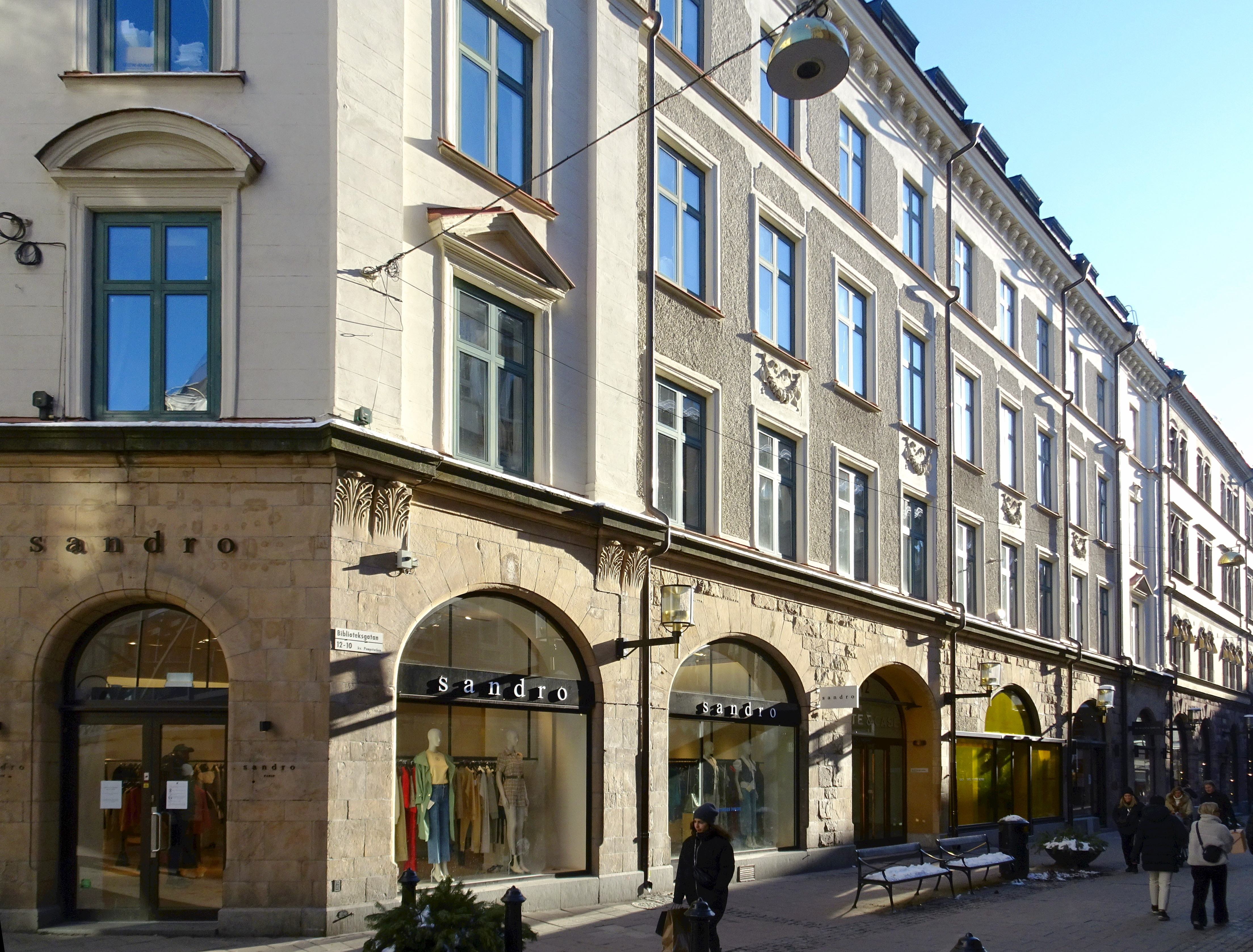
Pumpstocken 13.